# Aubin Pasque
Aubin Pasque (Cheratte, 31 mei 1903 - Elsene, 16 mei 1981) was een Belgische kunstschilder, tekenaar en graficus.

## Biografie

### Jeugd en opleiding
Aubin Pasque werd geboren in Cheratte op 31 mei 1903. Zijn vader was schoenmaker van beroep. Hij ging studeren aan de Academie voor Schone Kunsten in Luik.
Hij kwam er in contact met Xhauflaire, Joseph Bonvoisin, Auguste Mambour en de dichter Hubert Dubois, die vorm gaven aan zijn verdere carrière.
In 1922 nam hij deel aan het eerste Salon des Beaux-Arts van Luik.
Daarna verhuisde hij naar Brussel. Hij zou er op verschillende adressen wonen in Etterbeek, Sint-Gillis, Ukkel en Elsene en oefende er verschillende beroepen uit, zoals boekhouder, decorateur, vertegenwoordiger en huisschilder, maar steeds met het doel zich definitief aan zijn passie, de kunst, te kunnen wijden. Hij volgde avondlessen aan de Academie voor Schone Kunsten in Brussel.

### Beginjaren: klassieke landschappen, post-kubisme, surrealisme
Aanvankelijke schilderde hij dorpsgezichten, stillevens en landschappen van de Ardennen, Spanje en Dalmatië, eerst in een vrij klassieke stijl, later in een synthetische post-kubistische stijl. Vervolgens ging hij aanleunen bij het surrealisme, maar met zijn onafhankelijk karakter en moeilijke neiging tot compromis, distantieert hij er zich vrij snel van, net als Pol Bury, Henri Michaux of Raoul Ubac, waar hij dicht bij aanleunde.

### Paus van het magisch realisme
Sinds zijn adolescentie was Pasque aangetrokken door esoterie. Hij ging geleidelijk aan zijn kunst een intellectuele inhoud geven vol symboliek. Dit dreef hem in de richting van het magisch realisme, waarvan hij de vaandeldrager werd. Zij werken balanceren tussen figuratief en abstract, gebaseerd op de verbeelding, soms taferelen die het mysterie van oude legendes oproepen, soms vormen die minerale of plantaardige structuren oproepen. Het hermetisch karakter met symbolen, het occulte of de alchemie zijn typerend voor zijn werken.
Hij wordt de "paus van het magisch realisme" genoemd.

### Illustrator
Aubin Pasque illustreerde de uitgaven van verschillende dichters zoals Théodore Koenig, Marcel Lecomte, Marcel Hennart en Hubert Nyssen. Hubert Nyssen schreef later een biografie van Pasque.

### Briefwisseling
Aubin Pasque is gekend voor de intensieve briefwisseling die hij onderhield met een aantal bevriende schrijvers, zoals E.L.T Mesens, Paul Bourgeois, Colinet, Carlos de Radzitzky, Pierre-Louis Flouquet, Marcel Lecomte, Thomas Owen, Claude Seignolle en Edmond Vandercammen. Veel van deze briefwisseling wordt bewaard in het "Archives et Musée de la Littérature" in Brussel, het documentatie- en onderzoekcentrum van het literaire Franstalige patrimonium. Hij werkte ook mee aan het weekblad "Vendredi" van Paul Colinet. Hij was vaste klant in "Het Goudblommeke in papier" bij Geert Van Bruaene, de ontmoetingsplaats bij uitstek voor kunstenaars van onder andere het surrealisme en Cobra, waar hij goede banden mee had.

### Fantasmagie
In 1958 nam hij samen met Serge Hutin het initiatief voor de oprichting van een internationale beweging Fantasmagie. Mede-oprichters waren onder andere Jean-Jacques Gaillard, Max Bucaille, Marc. Eemans, Robert Geenens en Thomas Owen. Fantasmagie is een samensmelting van twee concepten, het fantastische, de wereld van de droom en verbeelding, en de magie, onze diepere innerlijke krachten, de kracht van de geest los van de tirannie van de realiteit en de logica. In die zin onderscheidt het zich van het magisch realisme. Het is esoterische kunst, met veel aandacht voor het mysterieuze en mythes. Het initiatief bestond uit de oprichting van een internationaal studiecentrum van Fantasie en Magische Kunst (CIAFMA), de uitgave van een tijdschrift met de naam "Fantasmagie" (52 uitgaven tussen 1959-1979) en de promotie van de fantasmagie met onder andere de organisatie van colloquia en tentoonstellingen.
Kenmerkend voor deze beweging was dat de kunstenaars volledig vrij en onafhankelijk waren, los van manifesten of gedefinieerde programma's. Deze beweging groeide uit tot een groot internationaal succes, waaraan zeer veel kunstenaars uit België en het buitenland op één andere manier verbonden waren.

### Overlijden
Aubin Pasque overleed op 16 mei 1981 in zijn atelier aan de Emile Banningstraat in Elsene.
Doordat hij zich als "onafhankelijke" opstelde en zich niet in één kunstrichting liet dwingen is hij minder bekend, ondanks een overvloedige productie en talrijke tentoonstellingen over de ganse wereld.